# Bruno Vicino
Bruno Vicino (Villorba, 7 de septiembre de 1952) es un deportista italiano que compitió en ciclismo en las modalidades de pista, especialista en la prueba de medio fondo, y ruta.
Ganó seis medallas en el Campeonato Mundial de Ciclismo en Pista entre los años 1980 y 1986.
Desde 2005 es el director deportivo del equipo UAE Emirates (equipo conocido entre 2005 y 2016 como Lampre).

## Medallero internacional
| Campeonato Mundial | Campeonato Mundial                | Campeonato Mundial | Campeonato Mundial |
| Año                | Lugar                             | Medalla            | Competición        |
| ------------------ | --------------------------------- | ------------------ | ------------------ |
| 1980               | Besanzón (Francia)                | Medalla de bronce  | Medio fondo (P)    |
| 1981               | Brno (Checoslovaquia)             | Medalla de plata   | Medio fondo (P)    |
| 1982               | Leicester (Reino Unido)           | Medalla de bronce  | Medio fondo (P)    |
| 1983               | Zúrich (Suiza)                    | Medalla de oro     | Medio fondo (P)    |
| 1985               | Bassano (Italia)                  | Medalla de oro     | Medio fondo (P)    |
| 1986               | Colorado Springs (Estados Unidos) | Medalla de oro     | Medio fondo (P)    |

## Palmarés en ruta
- 1973

 Campeón de Italia en ruta amateur
Vencedor de una etapa en el Tour de Polonia

### Resultados en el Giro de Italia
- 1974. Expulsado (11º etapa)
- 1975. 61.º de la clasificación general
- 1976. Abandona (18º etapa)
- 1977. 64.º de la clasificación general
- 1978. 89.º de la clasificación general
- 1979. 105.º de la clasificación general
- 1980. 142.º de la clasificación general

### Resultados en el Tour de Francia
- 1975. Abandona (7.ª etapa)

## Palmarés en pista
- 1978

 Campeón de Italia de Stayer
- 1980

 Campeón de Italia de Stayer
- 1981

 Campeón de Italia de Stayer
- 1983

 Campeón del Mundo de Stayer
 Campeón de Italia de Stayer
- 1984

 Campeón de Italia de Stayer
- 1985

 Campeón del Mundo de Stayer
 Campeón de Italia de Stayer
- 1986

 Campeón del Mundo de Stayer